# Mariusz Szlachcic
Mariusz Szlachcic (ur. 10 czerwca 1961 we Wrocławiu, zm. 6 lutego 2019) – polski architekt związany z Wrocławiem.

## Życiorys
Urodził się 10 czerwca 1961 we Wrocławiu. W 1985 ukończył studia architektoniczne na Wydziale Architektury Politechniki Wrocławskiej i od 1988 należał do Stowarzyszenia Architektów Polskich. Był założycielem i prezesem Spółdzielni Pracy Arcona, działającej w latach 1986–1991, natomiast w 1990 był wraz z żoną Dorotą i Renatą Gajer współzałożycielem biura architektonicznego ArC2 Fabryka Projektowa. Był autorem lub współautorem ponad 40 realizacji, od domów jednorodzinnych przez budynki wielorodzinne i przemysłowe po obiekty użyteczności publicznej – m.in. wrocławskiego Afrykarium czy osiedla Mik Mak, osiedla przy ul. Wietrznej, osiedla Park Ołtaszyn II i osiedla Pod Skrzydłami we Wrocławiu, biurowca Wall St. House oraz adaptacji pomieszczeń biurowych redakcji „Gazety Wyborczej” we Wrocławiu. Szlachcic był ze swoją pracownią zaangażowany także w projekt osiedla modelowego Nowe Żerniki. Od 1995 jego pracownia zajmowała się także działalnością deweloperską.
Jako współzałożyciel Porozumienia Architektów Pracodawców był od 1991 jego przewodniczącym. W latach 2006–2010 był członkiem Rady Dolnośląskiej Okręgowej Izby Architektów, a od 2010 członkiem Kolegium Sędziów Konkursowych Stowarzyszenia Architektów Polskich. W 2015 otrzymał razem z żoną, z którą prowadził swoją pracownię, Honorową Nagrodę SARP Oddziału Wrocław, ponadto wiele realizacji jego zespołu zdobywało nagrody m.in. w konkursach Piękny Wrocław czy Dom, w którym chciałbym zamieszkać. Wraz z żoną zaprojektował Dom Architektów przy Parku Klecińskim we Wrocławiu, który został nominowany w 2015 w plebiscycie Bryły.pl na najlepszy dom jednorodzinny w Polsce. Szlachcicowi i jego żonie poświęcono jeden z tomów serii wydawniczej Wrocławscy Mistrzowie Architektury.
Zmarł 6 lutego 2019 i został pochowany na cmentarzu parafialnym na Klecinie.

## Galeria

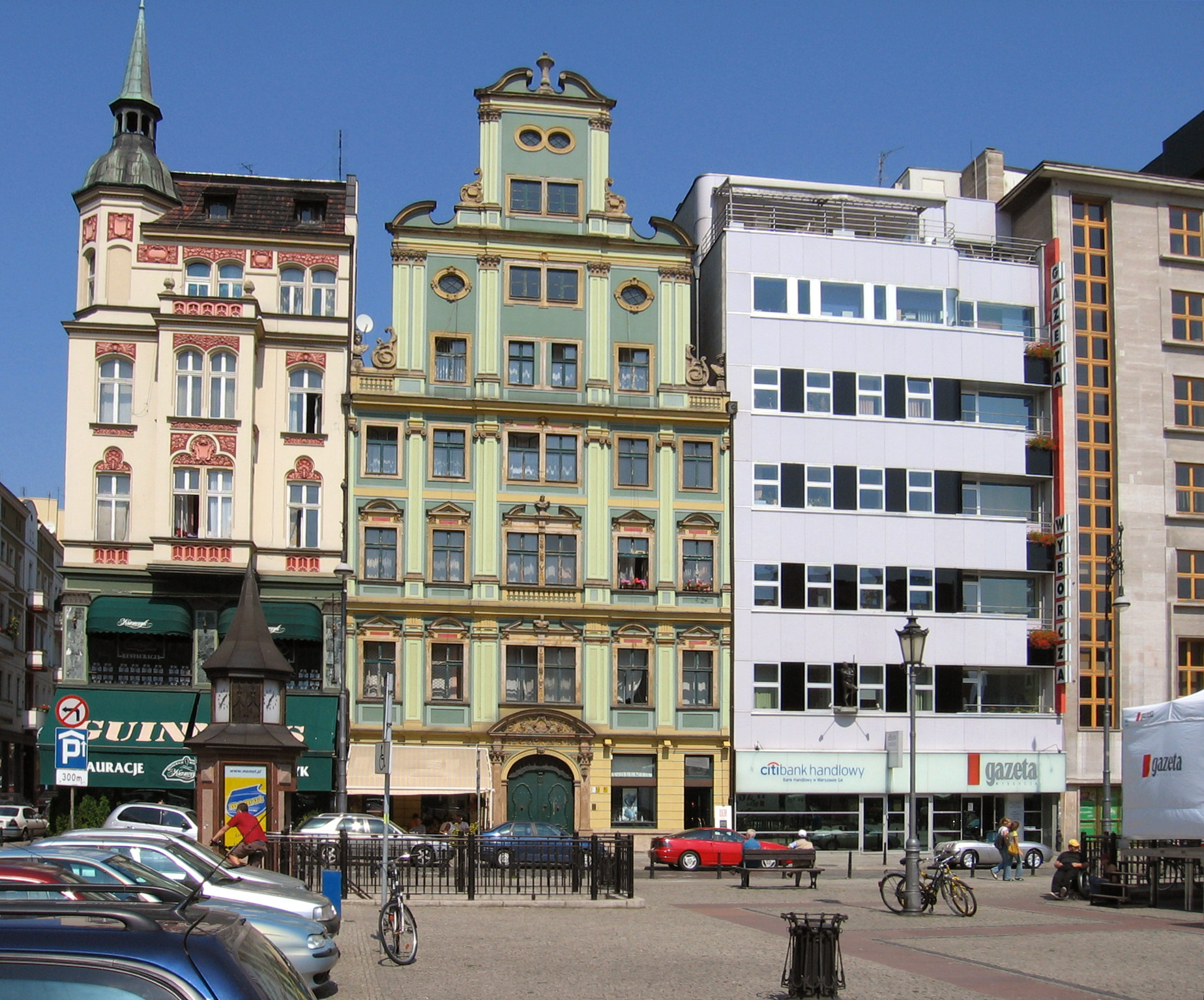
Siedziba Gazety Wyborczej we Wrocławiu (biały budynek)
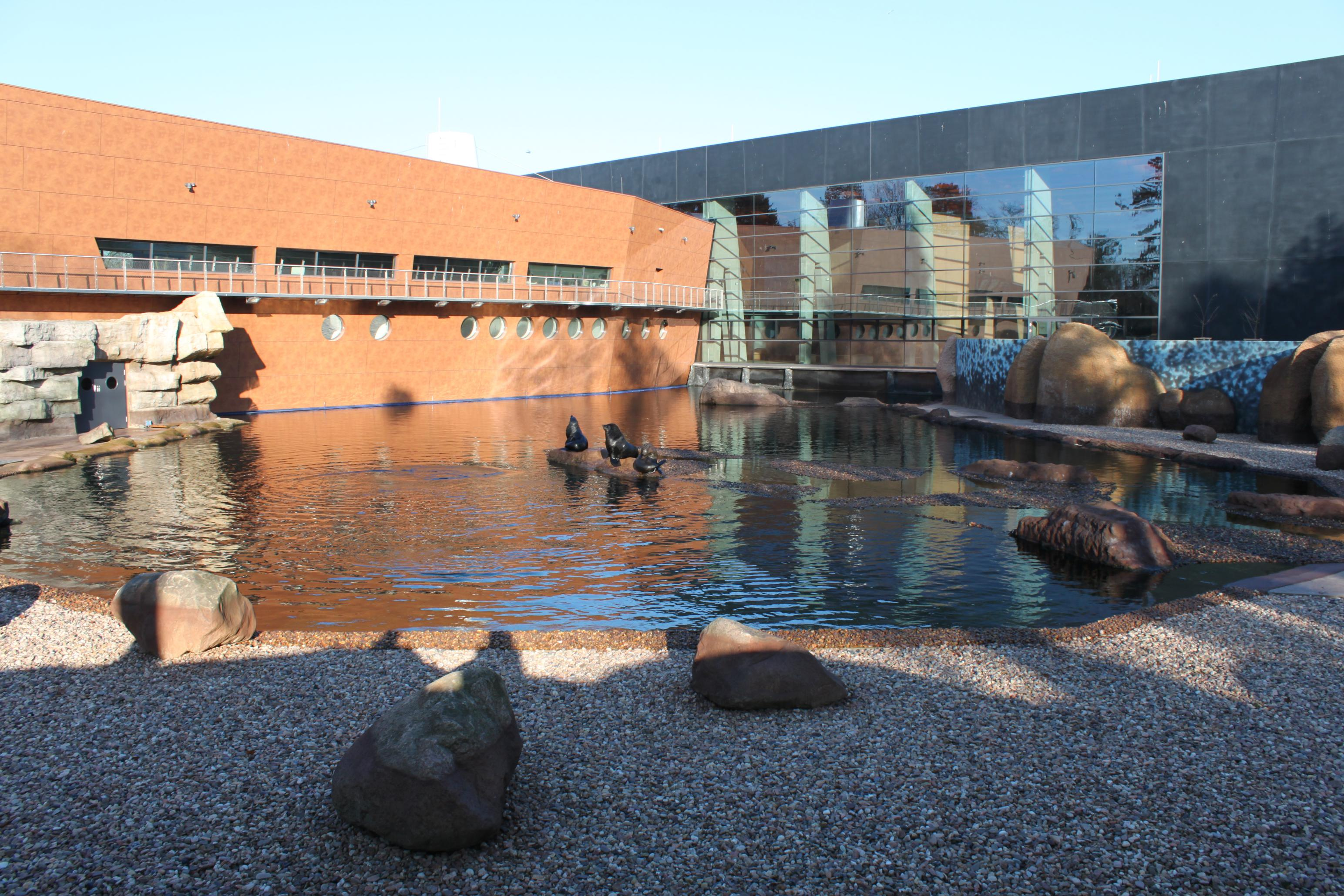
Afrykarium we Wrocławiu, wybieg dla fok
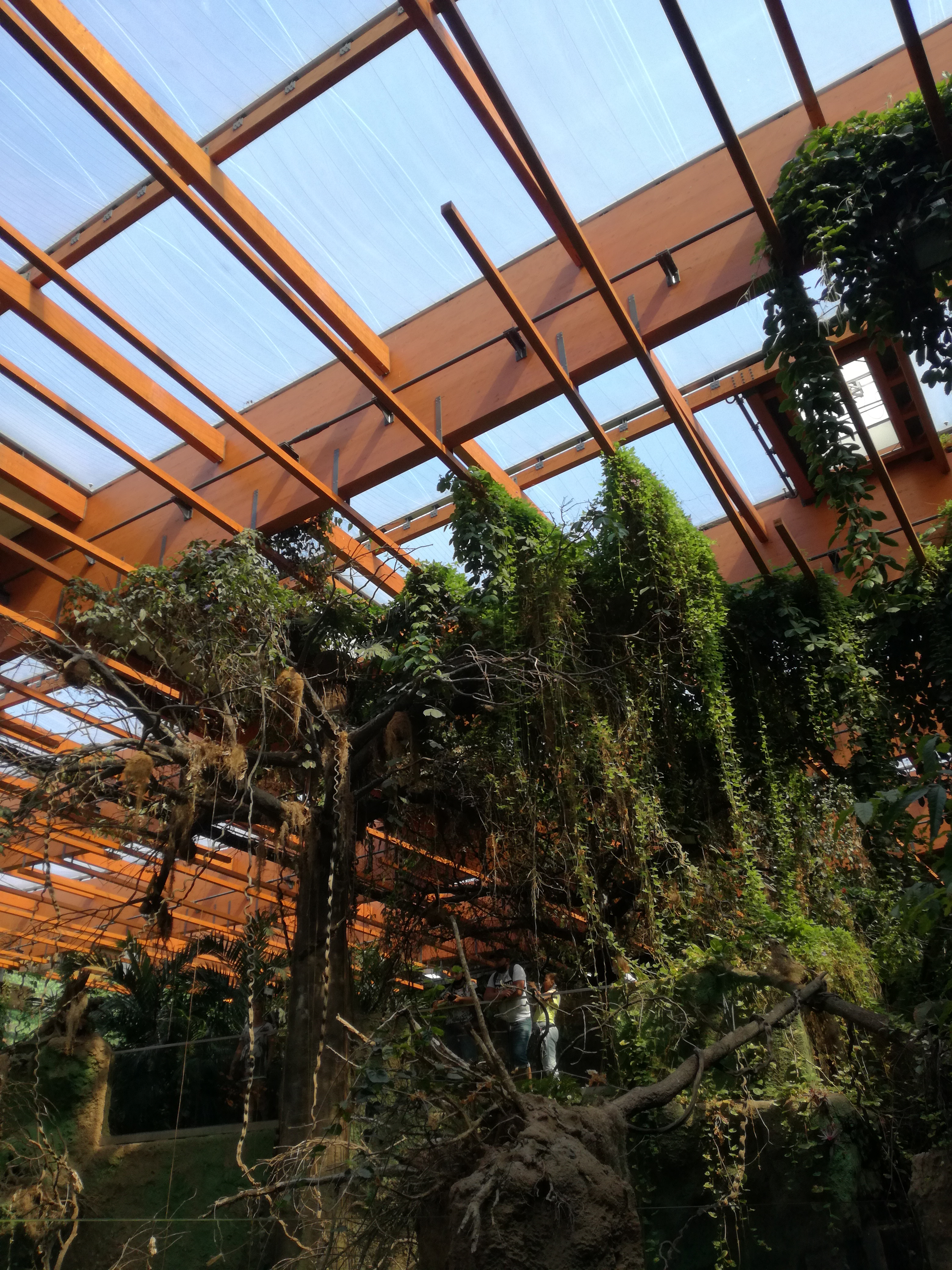
Afrykarium we Wrocławiu,wnętrze
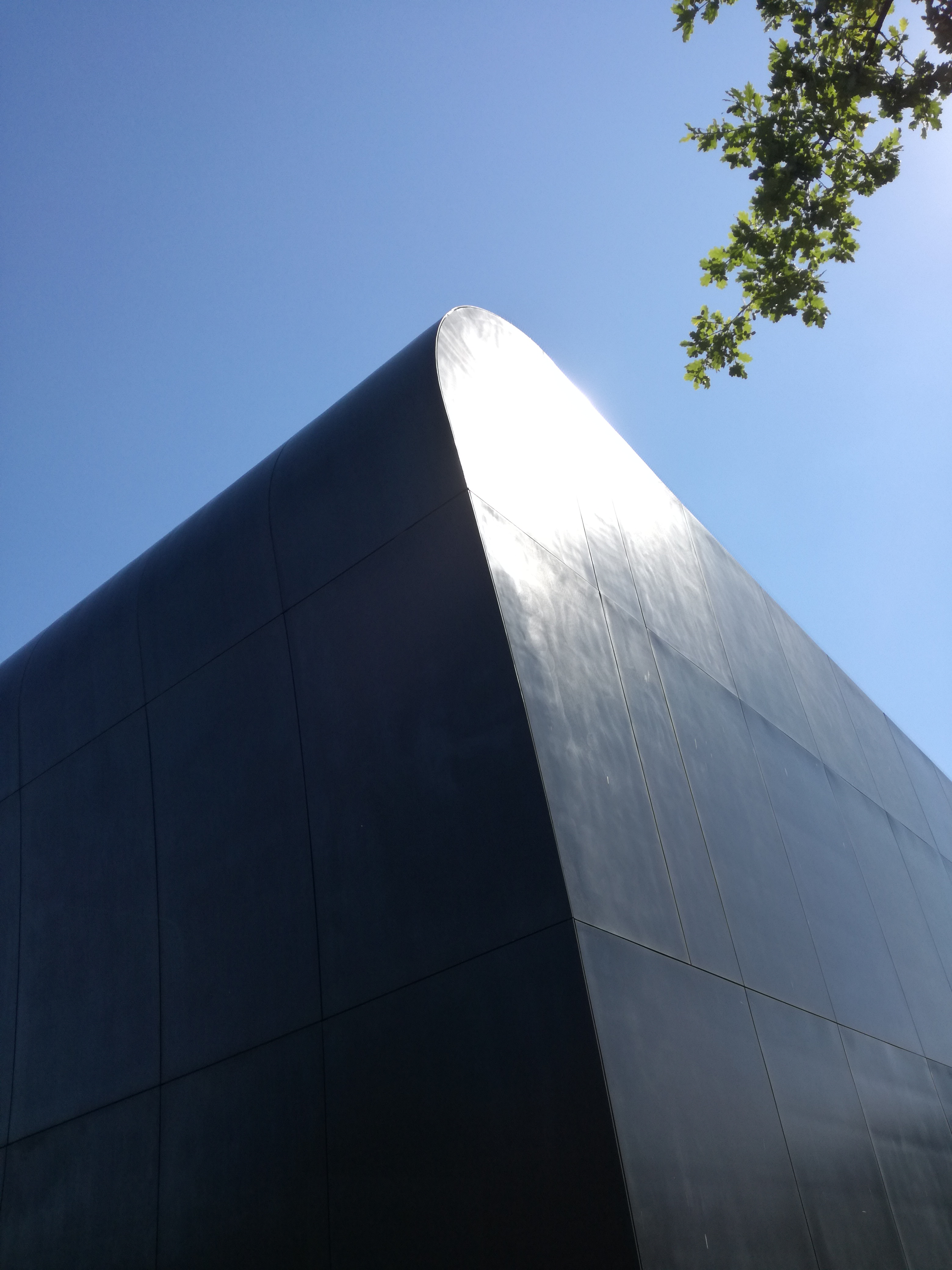
Afrykarium, zaokrąglenia elewacji